# Ragna Nikolasdatter
Ragna Nikolasdatter (fl. décennie 1140  morte  après 1161) est une reine de Norvège médiévale, épouse du roi Eystein II de Norvège (Øystein Haraldsson).

## Biographie
Ragna Nikolasdottir est la fille de Nikolas Måse de Steig dans le  Sør-Fron en Gudbrandsdalen. Elle épouse probablement le roi Eystein peu de temps après son arrivée en Norvège en 1142. La saga ne mentionne aucune postérité née de cette union. Ragna devient veuve lorsque le roi Eystein est capturé et tué par les troupes de son demi-frère Inge Ier pendant l'été  1157, quelque part dans la région de l'actuel Bohuslän.
Trois ans  plus tard en 1160, Ragna est fiancée avec le demi-frère utérin du roi Inge : Orm Ivarsson  Kongsbro, qui sera un des principaux chefs de guerre du parti royal pendant le règne de  Magnus Erlingson. Les noces sont prévues pour le 5 février 1161, mais la guerre reprend entre les armées du roi Inge Ier et celles du prétendant  Haakon II de Norvège. Le roi Inge est tué lors de la bataille sur la glace de Bjørvika le 3 février 1161 et Orm Ivarsson se réfugie en Suède auprès de ses autres frères utérins le roi Magnus II de Suède et le Jarl Röngwald. Orm revient en Norvège l'année suivante et rejoint le parti Erling Skakke mais les sources n'évoquent plus ensuite le sort de Ragna.
Le reine  Ragna Nikolasdatter, est avec Ingebjørg Guttormsdatter et Estrid Bjørnsdotter, les  seules reines norvégiennes qui ne soient pas des princesses étrangères entre le milieu du XIIe siècle et le XIIIe siècle.